# Josep Lamarca Esteva
Josep Lamarca i Esteva (Olot, 1735 – 1813), fill de  Francesc Lamarca i Maria Esteva fou un organista natural d’Olot.
Els Lamarca, van ser durant moltes generacions una família de fusters olotins. A l'edat dels vint anys, Josep Lamarca, seguia els estudis d’orgue encara que no se sap sota el mestratge de qui, però es suposa que seria amb l’organista titular de Sant Esteve, mossèn Gabriel Nadal, a qui al 1746 substituí Baltasar Fontfreda. Fins al 1764, quan es parla d’ell se l'esmenta com a “estudiant” o “practicant” d’orgue. Dins d’aquest període d’aprenentatge, entre maig i juliol de 1759, cobrí el càrrec d’organista de l'església de Sant Esteve d’Olot, en el període vacant que hi hagué entre la defunció de qui n’era titular, Baltasar Fontfreda, i l'elecció d’un nou organista, Josep Castelló.
A partir de 1766 o un poc abans, es feu càrrec de l’orgue del santuari de Santa Maria dels Arcs, a la parròquia de Santa Pau. Es diu que podria ser que fes algun temps que el santuari no tingués organista, perquè en aquests anys, els Obrers consideraven que «la dita capella dels Archs, mantenint organista aumenta los cultos y devoció a Maria Santíssima y lo concurs (de devots) és molt major». Lamarca tenia intenció d’ordenar-se de sacerdot, però no disposava de cap benefici que li assegurés la manutenció, l’anomenada còngrua, un requisit de l’Església exigia als que volien ordenar-se. Davant d’això, i a fi de retenir-lo als Arcs, Domènec Coromina i els obrers del santuari, Bonaventura Clota i Josep Pujolar, tots ells pagesos de Santa Pau, al 1766 es comprometeren, a títol personal i com a Obrers, a concedir Josep Lamarca una renda anual de 70 lliures, mentre no obtingués cap benefici eclesiàstic. A la vegada, el seu pare i el seu germà, Francesc i Esteve Lamarca, es van comprometre a cobrir la renda en el cas que Coromina i els Obrers dels Arcs patissin algun desgavell en el seu patrimoni.
Probablement, Josep Lamarca va romandre en el càrrec d’organista del santuari fins al seu traspàs, el 1813.  
Envers a la seva obra preservada, gran part d’ella es conserva al fons musical del Santuari de la Mare de Déu dels Arcs (GiArcs), la qual comprèn uns quaderns de 1756 i 1758, àries, misses i llibretes de versos. Mitja dotzena porten dates dels anys 1766 i 1767, i la resta són sense datació. Cinc d’aquestes composicions foren incloses per Miquel Querol al Cançoner català dels segles XVI – XVIII (1979). Al 2006 es va publicar la seva Missa a 3 violins, a cura de M. Lluïsa Cortada.